# Camiciotti

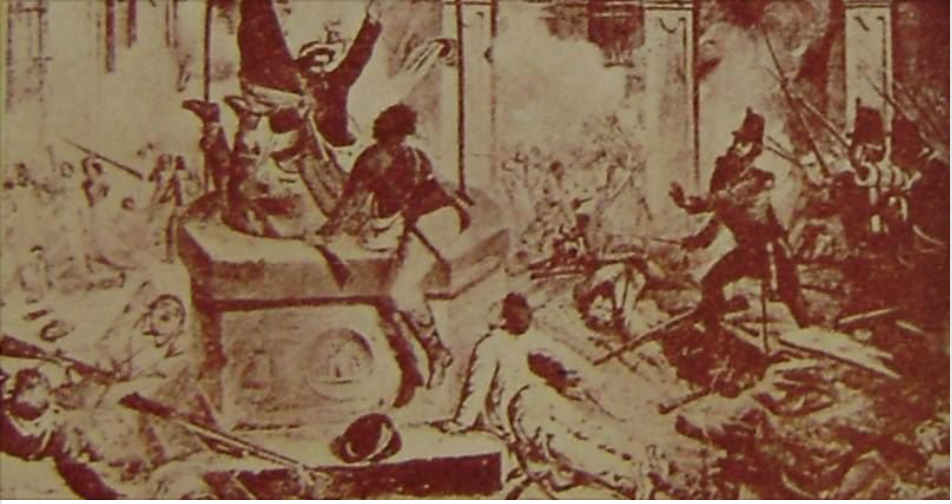
Stampa dell'epoca, che mostra gli ultimi camiciotti buttarsi nel pozzo, esistente nell'atrio del monastero, piuttosto che arrendersi alle truppe borboniche, secondo quanto tramanda la tradizione popolare

Col termine camiciotti sono ricordati dei giovani volontari siciliani che si distinsero nell'estrema difesa di Messina dall'attacco delle truppe borboniche, guidate dal generale Carlo Filangeri,  nel corso della Rivoluzione siciliana del 1848.
Sono ricordati nella storiografia risorgimentale come uno dei simboli della resistenza siciliana alla restaurazione borbonica, il loro appellativo deriva dall'indossare come divisa una sorta di lunga blusa.
Il 7 settembre 1848 combatterono fino allo stremo, asserragliati nel monastero della Maddalena, contro le truppe mercenarie svizzere che avanzavano alla conquista di Messina fino a gettarsi nel pozzo del monastero piuttosto che arrendersi. Il combattimento terminò con l'incendio del monastero, che causò la quasi completa distruzione della sua storica biblioteca; nel 1888, a cura della Società dei Bottai, venne posta una lapide su un pilastro del pozzo, con testo del pubblicista Stefano Ribera, per commemorare l'episodio. L'epigrafe andò perduta a seguito del terremoto del 1908. I ruderi del pozzo, divenuto noto come "pozzo della Maddalena", si trovano adesso nel cortile interno della "Casa dello Studente" dell’Università di Messina.
A ricordo dell'episodio, dopo il 1860, a Messina venne loro dedicata una via.